# Đa tạp

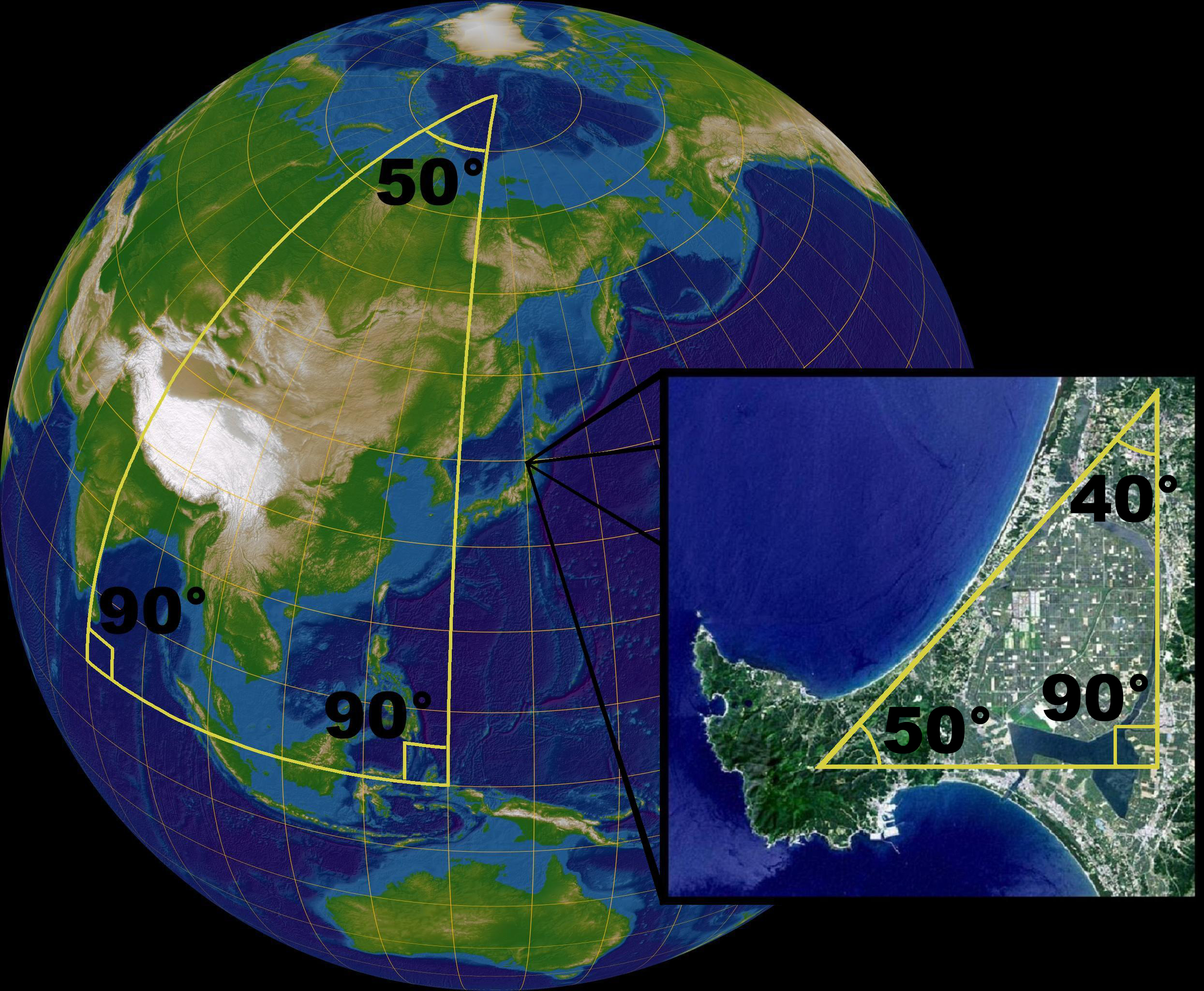
Trên hình cầu, tổng các góc trong của một tam giác cầu không bằng 180° (xem hình học cầu). Mặt cầu không phải là một mặt Euclid, nhưng trong một vùng lân cận đủ nhỏ thì gần như tương tự. Tại một vùng nhỏ trên mặt địa cầu, tổng các góc trong tam giác vẽ trên mặt đất là xấp xỉ 180°. Mặt cầu có thể được coi như một tập hợp các bản đồ phẳng, do đó mặt cầu chính là một đa tạp.

Một đa tạp tô pô {\displaystyle n} chiều là một không gian tô pô mà mỗi điểm có lân cận đồng phôi với tập con mở của {\displaystyle \mathbb {R} ^{n}}, nói một cách khác, là không gian tôpô tách được với mỗi điểm của nó có một lân cận đồng phôi với một tập mở trong không gian Euclide {\displaystyle n} chiều. Đa tạp chính là khái niệm toán học mở rộng của đường và mặt.

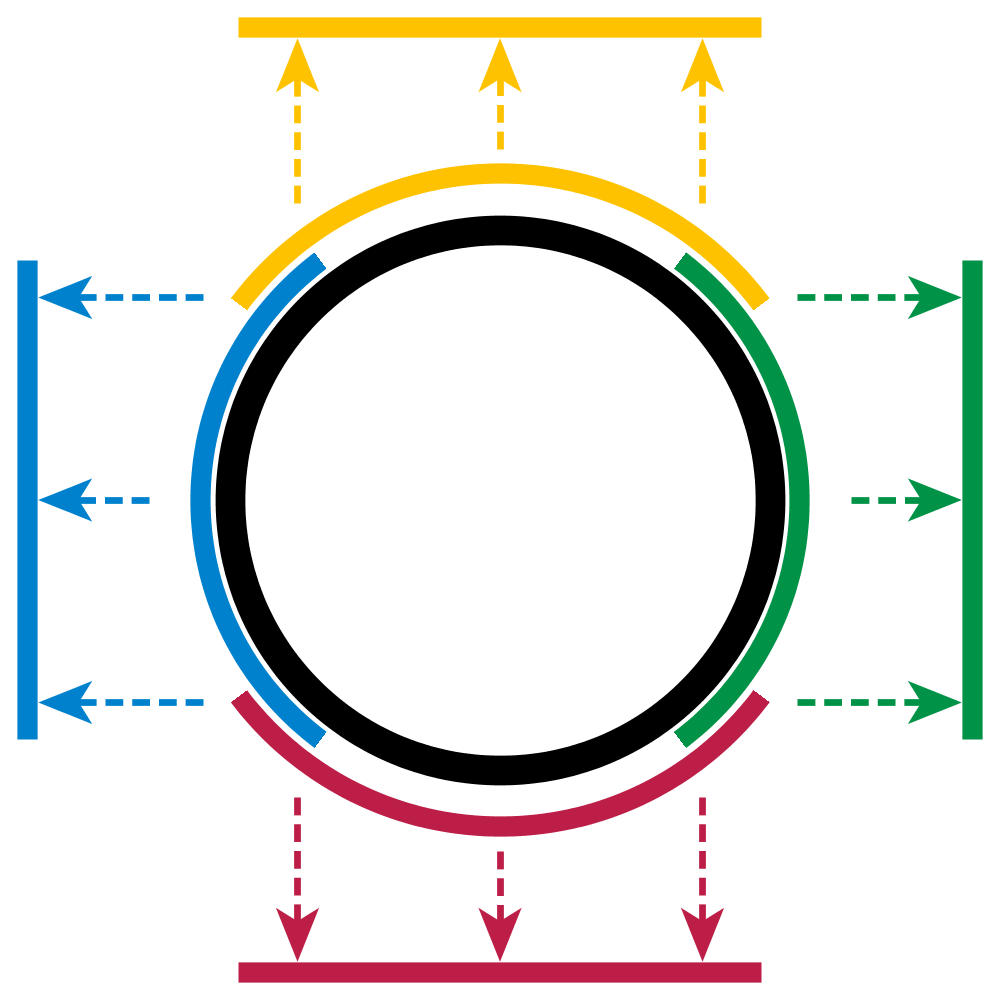
Bốn bản đồ trên đường tròn.
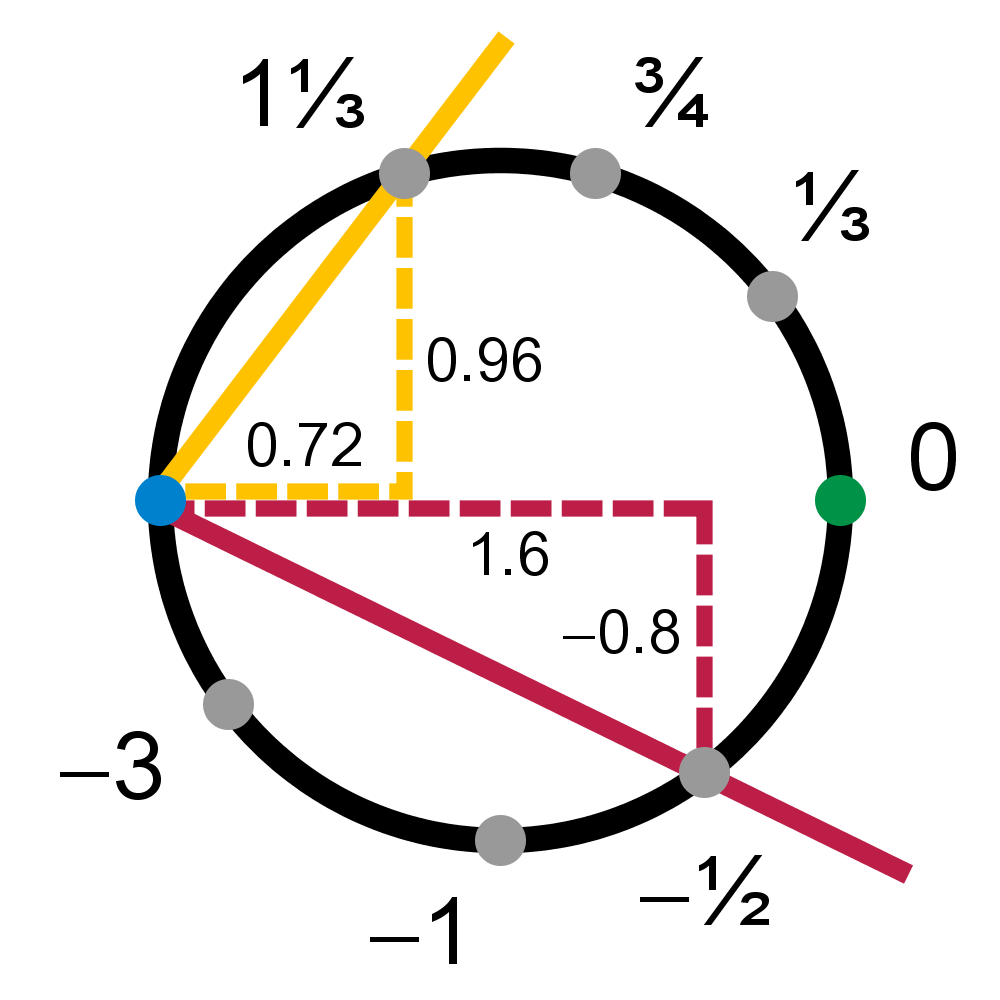
Một bản đồ trên đường tròn chỉ thiếu một điểm.
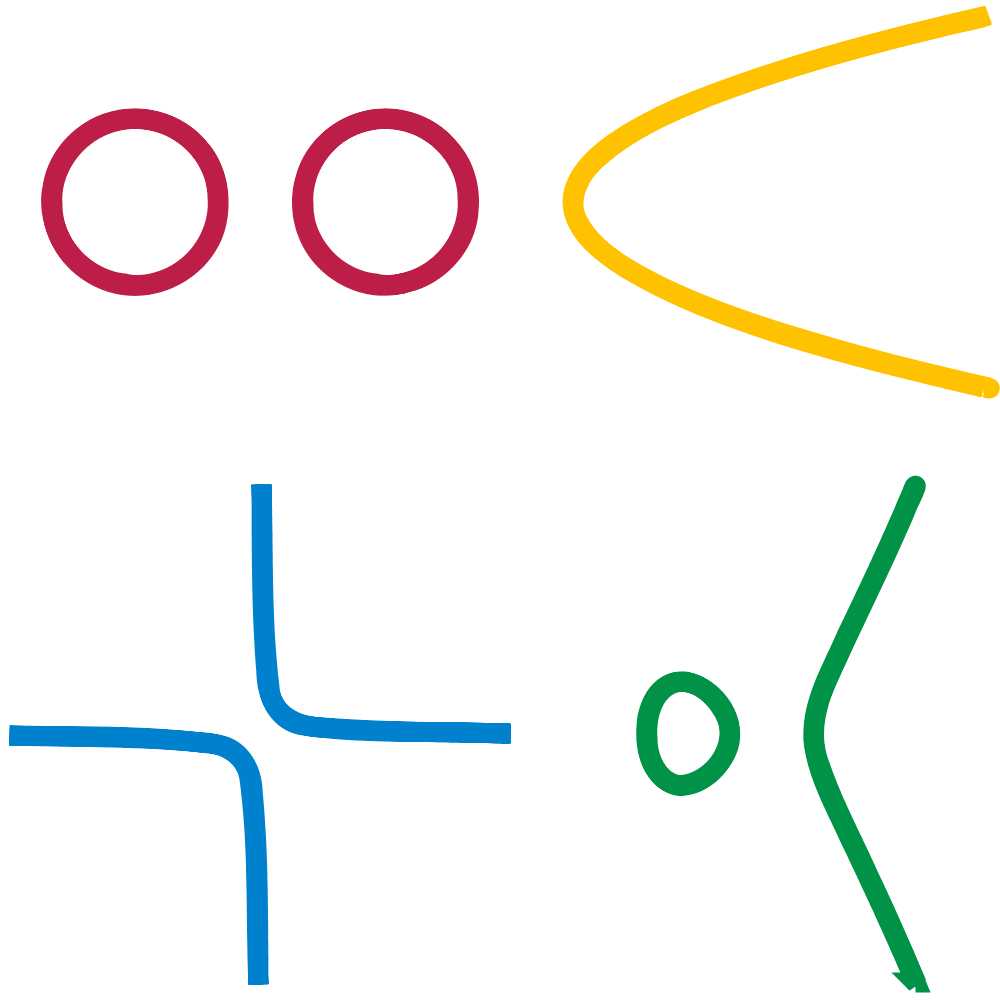
Các đường cong đại số.
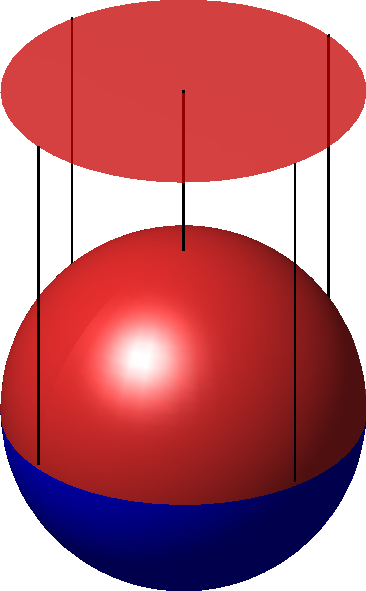
Bản đồ tạo bởi phép chiếu nửa trên mặt cầu lên cái đĩa.
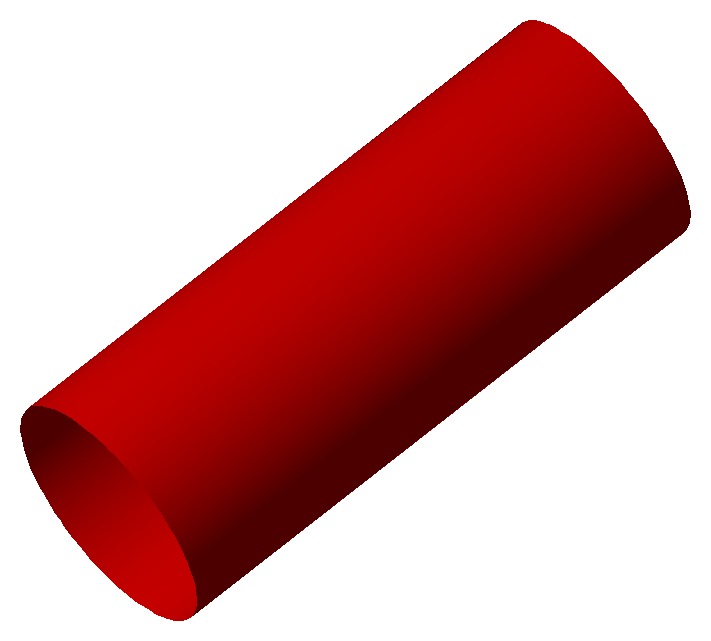
Một hình trụ hữu hạn là một đa tạp với biên.
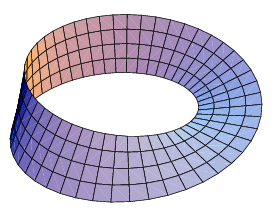
Mặt Möbius
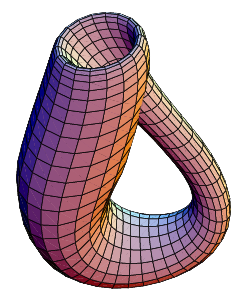
Chai Klein dìm trong không gian ba chiều.

## Định nghĩa
A đa tạp là một không gian tô pô {\displaystyle M} thỏa mãn:
- {\displaystyle M} là Hausdorff và có một cơ sở đếm được (i.e. khả ly).
- {\displaystyle M} đồng phôi địa phương với các tập mở của {\displaystyle \mathbb {R} ^{n}}với {\displaystyle n} cố định, tức là với mọi {\displaystyle p\in M}, tồn tại một lân cận mở {\displaystyle U} chứa {\displaystyle p} và một đồng phôi {\displaystyle \varphi :U\to V} với {\displaystyle V\subseteq \mathbb {R} ^{n}}. Một cặp {\displaystyle (U,\phi )} như vậy được gọi là một bản đồ (hay một hệ tọa độ). Một tập hợp các bản đồ phủ {\displaystyle M} được gọi là một át-lát của {\displaystyle M}.
- Các ánh xạ chuyển bản đồ (hay đổi hệ tọa độ) {\displaystyle \psi \circ \varphi ^{-1}:\varphi (U_{1}\cap U_{2})\to \psi (U_{1}\cap U_{2})} là các hàm trơn.
- (Tập hợp tất cả các bản đồ tương thích với cấu trúc vi phân của {\displaystyle M} được gọi là át-lát tối đại của {\displaystyle M}).

Ta cũng có thể thay điều kiện các hàm trơn bằng các hàm khả vi {\displaystyle k} lần. Khi đó đa tạp được gọi là trơn bậc {\displaystyle k}.

## Ví dụ theo số chiều

### Đường: Đa tạp một chiều
Một  đa tạp tô pô 1 chiều là một không gian topo mà mỗi điểm của nó có một lân cận đồng phôi với không gian Euclid {\displaystyle \mathbb {R} }
Một đa tạp 1 chiều liên thông được gọi là 1 đường.
Nếu {\displaystyle f:\mathbb {R} \rightarrow \mathbb {R} } liên tục thì đồ thị của {\displaystyle f} là một đa tạp 1 chiều. (Nói chung, cho {\displaystyle f:\mathbb {R} \rightarrow D} là một hàm liên tục, với {\displaystyle D\subset \mathbb {R} }n là một tập mở. Khi đó, đồ thị của {\displaystyle f}, tập {\displaystyle {(x,f(x)|x\in \mathbb {R} )}} là một không gian con của {\displaystyle \mathbb {R} }n+1, là một đa tạp {\displaystyle 1} chiều.)

Đường thẳng thực {\displaystyle \mathbb {R} }, đường tròn {\displaystyle S^{1}}, đường thẳng xạ ảnh {\displaystyle \mathbb {R} P^{1}\cong S^{1}} đều là các đa tạp một chiều.

Đường parabol
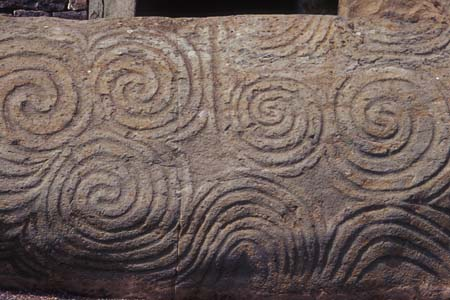
Hình vẽ cổ đại về các đường.
Các mặt cắt của hình nón là các đường cong được nghiên cứu ở Hy Lạp cổ: đường pa-ra-bôn, đường e-líp và đường hy-pê-bôn.
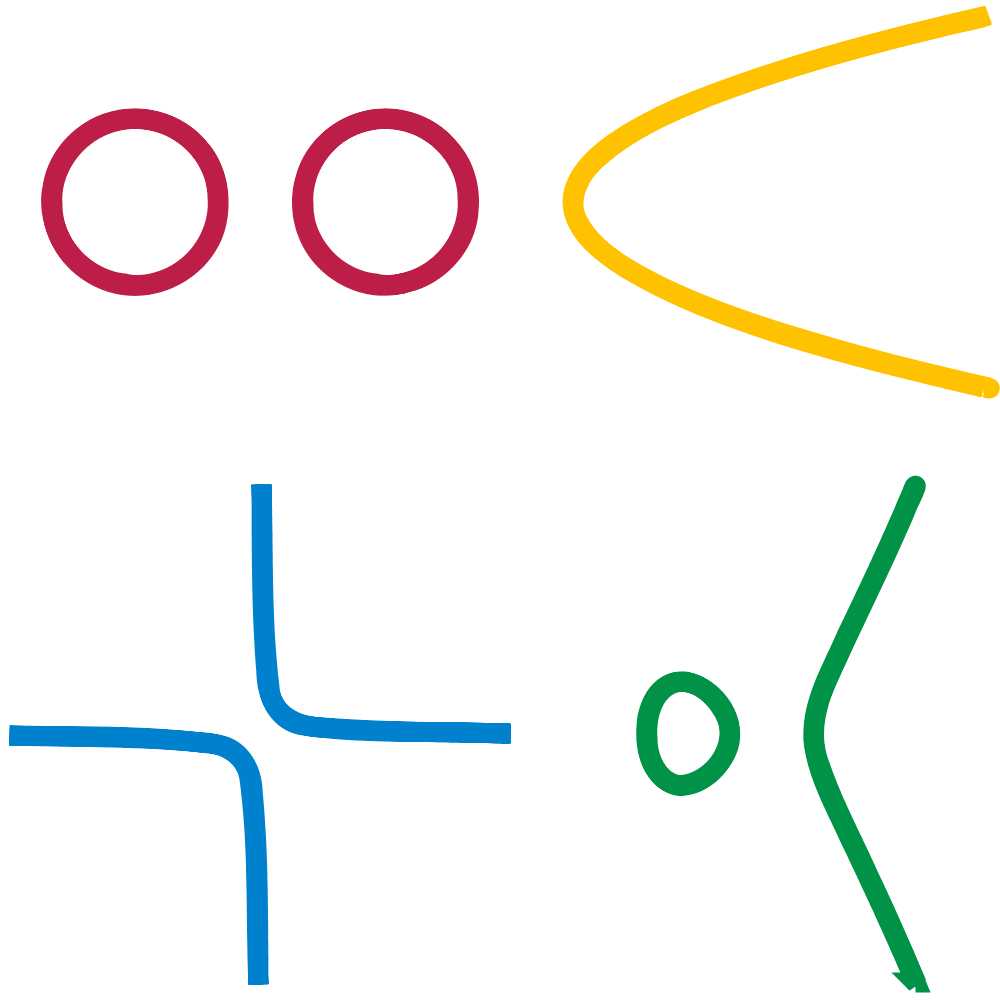
■ hai đường tròn, ■ một đường pa-ra-bôn, ■ một đường hy-pê-bôn, ■ một đường bậc ba

### Mặt: đa tạp hai chiều
Một  đa tạp tô pô 2 chiều là một không gian topo Hausdorff mà mỗi điểm của nó có một lân cận đồng phôi với không gian Euclid {\displaystyle \mathbb {R} }2
Một đa tạp 2 chiều liên thông được gọi là một  mặt 
Mặt phẳng là một mặt. Nó liên thông và Hausdorff. Cho điểm {\displaystyle p\in \mathbb {R} ^{2}}, quả cầu mở tâm {\displaystyle p}, bán kính bằng 1 là một lân cận của {\displaystyle p} và đồng phôi với hình đĩa mở. Hơn nữa, mặt phẳng có một cơ sở đếm được được cho bởi tập những quả cầu mở, bán kính hữu tỉ, tâm tại điểm {\displaystyle x=(x_{1},x_{2})} với {\displaystyle x_{1},x_{2}} hữu tỉ.
Mọi tập con mở liên thông của mặt phẳng cũng là một mặt.

Hình xuyến là một đa tạp 2 chiều

Hình xuyến thắt nút trong không gian ba chiều.
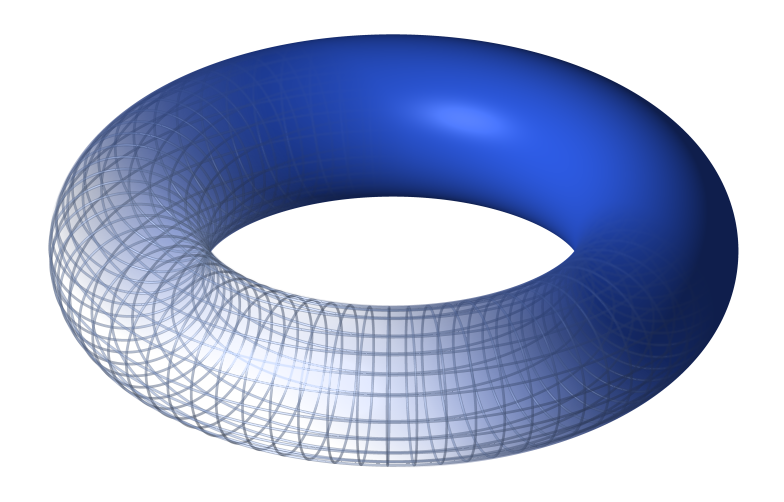
Hình xuyến
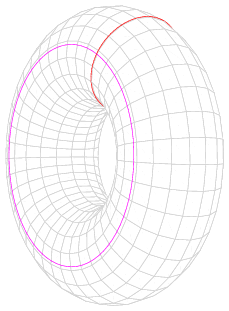
Vòng tròn màu đỏ được quét xung quanh trục định bởi vòng tròn màu hồng.

Dải Mobius là một đa tạp hai chiều.

Dải Mobius

Mặt cầu {\displaystyle S^{2}}, mặt phẳng xạ ảnh thức {\displaystyle \mathbb {R} P^{2}}, chai Klein, hình trụ {\displaystyle S^{1}\times \mathbb {R} }, chai Klein bậc bốn (Klein quartic) đều là các đa tạp hai chiều.
Một mặt chứa một dải Mobius nhúng thì được gọi là một mặt không định hướng. Ngược lại thì là một mặt có định hướng.

### 3-đa tạp: Đa tạp ba chiều
Một đa tạp 3 chiều là không gian topo trong đó mỗi điểm có lân cận đồng phôi với không gian Euclid 3 chiều {\displaystyle \mathbb {R} ^{3}}.
Phần trong của khối lập phương, mặt cầu ba chiều {\displaystyle S^{3}=\left\{(x,y,z,w)|x^{2}+y^{2}+z^{2}+w^{2}=1\right\}}, nhóm Lie - không gian xạ ảnh {\displaystyle SO(3)\cong \mathbb {R} P^{3}}, mặt xuyến {\displaystyle T^{3}}, các quả cầu đồng điều Poincaré (Poincaré homology spheres), đa tạp Whitehead, đạ tạp Weeks, Khối xuyến, Chai Klein rắn (Solid Klein bottle) đều là các đa tạp 3 chiều.
Một đa tạp 3 chiều là không định hướng nếu nó chứa 1 chai Klein (i.e. tồn tại một phép nhúng từ chai Klein tới đa tạp đó). Nếu không thì khi đó đa tạp 3 chiều được gọi là có định hướng.

### 4-đa tạp: Đa tạp 4 chiều
Hình cầu ngoại lai (exotic), {\displaystyle \mathbb {R} ^{4}}, đa tạp {\displaystyle E8}.

### Đa tạp nhiều chiều hơn
- Mặt cầu {\displaystyle S^{n}} là đa tạp {\displaystyle n} chiều. Sử dụng phép chiếu nổi ta chỉ ra rằng phủ {\displaystyle S^{n}} với 2 lân cận {\displaystyle S^{n}-\left\{N\right\}} và {\displaystyle S^{n}-\left\{S\right\}} đồng phôi với {\displaystyle \mathbb {R} ^{n}}.
- Mọi tập con mở của {\displaystyle \mathbb {R} ^{n}} là đa tạp {\displaystyle n} chiều.
- Một đa tạp {\displaystyle n} chiều cũng được gọi là một {\displaystyle n}-đa tạp.

### Đa tạp vô hạn chiều
Đa tạp Hilbert, đa tạp Banach, đa tạp Fréchet, đa tạp các phép đồng phôi trên một đa tạp vi phân.

## Đa tạp con
Đa tạp con là một tập hợp con của một đa tạp mà chính nó là một đa tạp, nhưng có số chiều nhỏ hơn. Đường xích đạo của một hình cầu là một đa tạp con. Nhiều ví dụ phổ biến của đa tạp là đa tạp con của không gian Euclid.
Một đa tạp con {\displaystyle M\subset N} cũng là một phép nhúng {\displaystyle \iota :M\to N}.

## Các đối tượng nghiên cứu
Mỗi lớp các đối tượng nghiên cứu sau đây lập thành một phạm trù. Ta có phạm trù các đa tạp đại số, các đa tạp với biên, các đa tạp với góc cạnh, vân vân.

### Đa tạp đại số
Xét tập hợp tất cả các điểm {\displaystyle (z_{1},z_{2},...,z_{n})} trong không gian phức {\displaystyle n} chiều thỏa mãn hệ phương trình dạng {\displaystyle F_{i}(z_{1},z_{2},...,z_{n})=0;i=1,2,...,s} trong đó {\displaystyle F_{i}} là các đa thức của các biến số {\displaystyle z_{1},z_{2},...,z_{n}}.
- Nếu các {\displaystyle F_{i}} đều là bậc nhất đối với tất cả các {\displaystyle z_{j}(j=1,2,...,n)} thì ta có đa tạp tuyến tính
- Nếu các hệ số của {\displaystyle F_{i}} là số hữu tỉ (thực, phức) thì ta có Đa tạp đại số hữu tỉ (thực, phức).

### Đa tạp với biên (manifold with boundary)
Một tờ giấy dài vô hạn nhưng rộng hữu hạn là một đa tạp 2 chiều với biên 1 chiều. Biên của một  đa tạp n chiều với biên là một đa tạp (n-1) chiều. Một đĩa (vòng tròn cộng với phần trong) là  đa tạp 2 chiều với biên. Biên của nó là một vòng tròn, một đa tạp 1 chiều. Một quả bóng (hình cầu cộng với phần trong) là một  đa tạp 3 chiều với biên. Biên của nó là một mặt cầu, đa tạp 2 chiều.
Đa tạp với biên là một không gian có chứa cả điểm trong và các điểm biên. Tất cả các điểm trong có một lân cận đồng phôi với quả cầu {\displaystyle n}-chiều mở {\displaystyle \left\{(x_{1},x_{2},...,x_{n})|\Sigma x_{i}^{2}<1\right\}}. Tất cả các điểm biên có một lân cận đồng phôi với "một nửa" quả cầu {\displaystyle n}-chiều {\displaystyle \left\{(x_{1},x_{2},...,x_{n})|\Sigma x_{i}^{2}<1,x_{1}\geq 0\right\}}. Các đồng phôi phải biến mỗi điểm biên thành một điểm có {\displaystyle x_{1}=0}.

### Đa tạp với góc cạnh (manifold with corners)
Đa tạp với góc cạnh khác đa tạp với biên ở điều kiện đồng phôi địa phương. Tất cả các điểm trong vẫn có một lân cận đồng phôi với quả cầu {\displaystyle n}-chiều mở {\displaystyle \left\{(x_{1},x_{2},...,x_{n})|\Sigma x_{i}^{2}<1\right\}}. Tuy nhiên, tất cả các điểm biên có một lân cận đồng phôi với "một góc" bậc {\displaystyle k} của quả cầu {\displaystyle n}-chiều {\displaystyle \left\{(x_{1},x_{2},...,x_{n})|\Sigma x_{i}^{2}<1,x_{1},\dots ,x_{k}\geq 0\right\}}. Một góc bậc {\displaystyle 0} là một điểm trong. Một góc bậc {\displaystyle 1} là một điểm tại biên. Một góc bậc {\displaystyle 2} không phải là một điểm trong hay một điểm tại biên  Một hình vuông hay một tờ giấy hữu hạn tính cả phần trong cũng là một  đa tạp 2 chiều với góc cạnh.

## Một số định lý liên quan đến đa tạp

### Định lý nhúng Whitney
Trong toán học, đặc biệt trong Topo vi phân, có hai định lý nhúng Whitney, được đặt theo tên nhà toán học người Mỹ, Hassler Whitney (1907 – 1989).
- Định lý nhúng Whitney mạnh phát biểu rằng bất kì đa tạp {\displaystyle m} chiều thực trơn (cũng phải là Hausdorff và second-countable) có thể nhúng trơn trong không gian {\displaystyle 2m} thực {\displaystyle (\mathbb {R} )^{2m}}, nếu {\displaystyle {m>0}}. Đây là giới hạn tuyến tính nhất trong không gian Euclidean có chiều nhỏ nhất, mà tất cả đa tạp {\displaystyle m} chiều được nhúng trong đó. Vì những không gian xạ ảnh thực của chiều {\displaystyle m} không thể được nhúng vào không gian {\displaystyle {2m-1}} thực nếu {\displaystyle m} là lũy thừa của 2 (có thể thấy từ lý luận lớp đặc trưng (characteristic class argument) của Whitney).
- Định lý nhúng Whitney yếu phát biểu rằng bất kỳ hàm liên tục từ đa tạp {\displaystyle n} chiều đến đa tạp {\displaystyle m} chiều có thể được dự đoán bởi một phép nhúng miễn là {\displaystyle {m>2}}. Whitney chứng minh tương tự rằng một ánh xạ có thể được dự đoán bởi một phép dìm miễn là {\displaystyle m>2n-1}. Kết quả cuối cùng này cũng được gọi là định lý dìm Whitney.

### Định lý đa tạp ổn định
Đặt:

{\displaystyle f:U\subset \mathbb {R} ^{n}\to \mathbb {R} ^{n}}

là 1 ánh xạ trơn với điểm hypebon cố định tại {\displaystyle p}. Chúng ta ký hiệu {\displaystyle W^{s}(p)} tập hợp ổn định và {\displaystyle W^{u}(p)} tập hợp không ổn định của {\displaystyle p}. Định lý [1][2][3] phát biểu rằng:

- {\displaystyle W^{s}(p)} là một đa tạp trơn và không gian tiếp xúc của nó có cùng số chiều như không gian ổn định của khi tuyến tính hóa {\displaystyle f} tại {\displaystyle p}.

- {\displaystyle W^{u}(p)} là một đa tạp trơn và không gian tiếp xúc của nó có cùng số chiều như không gian không ổn định khi tuyến tính hóa {\displaystyle f} tại {\displaystyle p}.

Theo đó, {\displaystyle W^{s}(p)} là một đa tạp ổn định và {\displaystyle W^{u}(p)} là một đa tạp không ổn định.

### Định lý Birkhoff
- Nhà toán học người Mỹ, Garrett Birkhoff (1911 – 1996) đã chứng minh tương tự hai định nghĩa của đa tạp ở trên, một kết quả có ý nghĩa cơ bản với đại số phổ quát và được biết đến như định lý Birkhoff  hoặc là định lý HSP. H, S, và P viết tắt cho những phép tính đóng của phép đồng hình, đại số con và tích số.

- Một lớp phương trình (equational class) ký hiệu Σ nào đó, là tập hợp của tất cả mô hình, theo ý nghĩa của lý thuyết mô hình, nó đã thỏa tập hợp phương trình E nào đó, (asserting equality between terms). Một mô hình thỏa những phương trình đó nếu chúng đúng trong mô hình cho mọi giá trị của biến. Những phương trình trong E sau đó được gọi là những đồng nhất thức của mô hình. Ví dụ của những đồng nhất thức đó là luật giao hoán, đại số giao hoán đặc trưng, và luật hút thu, dàn (lattices) đặc trưng.

- Dễ dàng thấy rằng lớp đại số thỏa tập hợp phương trình nào đó sẽ đóng trong phép toán HSP. Chứng minh ngược lại – các lớp đại số đóng trong phép toán HSP phải thuộc phương trình – sẽ khó hơn nhiều.